# Зураб Капіанідзе
Капіанідзе Зураб Васильович (*1 квітня 1937 — †4 червня 2011) — радянський і грузинський актор. Народний артист Грузинської РСР (1979). Депутат парламенту Грузії.

## Біографія
Народився 1 квітня 1937 р. Закінчив Театральний інститут ім. Ш. Руставелі (1961). Чотири роки грав у Кутаїському театрі ім. Ладо Месхішвілі.
Помер 4 липня 2011 року.

## Фільмографія
- «Благання» (1967)
- «Не журись!» (1969)
- «Зірка мого міста» (1970)
- «Чермен» (1970)
- «Даїсі» (1971)
- «Білі камені» (1972)
- «Викрадення місяця» (1973)
- «Як доброго молодця одружили» (1974, Іван Которашвілі)
- «Кохання з першого погляду» (1975)
- «Містечко Анара» (1976)
- «Ожилі легенди» (1976, Іване)
- «По вовчому сліду» (1976)
- «Береги» (1977)
- «Повернення» (1977)
- «Нові пригоди капітана Врунгеля» (1978)
- «Розкрийте вікна» (1981)
- «Б'ють — біжи» (1983)
- «Розповідь досвідченого пілота» (1984)
- «Найшвидші в світі» (1985, Маркоз)
- «До місяця рукою подати» (1986,  Іване Цабуташвілі, батько)
- «Чегемський детектив» (1986)

Знімався в українських стрічках:
- «Весілля» (1973),
- «Дума про Ковпака» (1975–1976, Зураб Толадзе),
- «Снігове весілля»,
- «Від Бугу до Вісли» (1980, Бакрадзе).